# ルートヴィヒ4世 (プファルツ選帝侯)
ルートヴィヒ4世（Ludwig IV., 1424年1月1日 - 1449年8月13日）は、プファルツ選帝侯（在位：1436年 - 1449年）。ルートヴィヒ3世と2番目の妃メヒティルド（マティルデ）の子。

## 生涯
父の死により12歳で選帝侯位を継承し、1442年まで父の弟プファルツ＝モスバッハ公オットー1世の後見下にあった。1444年に皇帝軍司令官としてアルマニャック派の侵攻を撃退した。
1445年に母の遠縁であるサヴォイア公アメデーオ8世の娘でアンジュー公ルイ3世の未亡人だったマルゲリータと結婚し、一子フィリップをもうけた。
1449年にヴォルムスにて25歳で死去し、ハイデルベルクに葬られた。選帝侯位は弟フリードリヒが横領した。